# Sugestie
Sugestia este procesul psihologic prin care o persoană influențează gândurile, sentimentele sau comportamentul unei alte persoane. Autorii de lucrări de psihologie din secolul al XIX-lea precum William James au folosit cuvinte ca „sugerează” și „sugestie”, în contextul unei anumite idei care s-a spus că ar sugera o altă idee care a fost adusă în minte. Studiile științifice anterioare ale hipnozei realizate de Clark Leonard Hull și de alții au extins înțelesul acestor cuvinte într-un sens tehnic, mai special (Hull, 1933). Teoria neuropsihologică originală a sugestiei hipnotice s-a bazat pe răspunsul ideomotor cercetat de William B. Carpenter și James Braid.

## Émile Coué
Émile Coué (1857, Troyes, Franța-1926, Nancy), farmacist și psiholog francez a fost un important pionier în dezvoltarea înțelegerii științifice a aplicării sugestiei în scop terapeutic; și, potrivit lui Cheek și LeCron, cele mai multe dintre cunoștințele noastre actuale cu privire la sugestie „provin de la Coué” (1968, p.60). Având intenția de „saturare a micromediului cognitiv al minții”, metoda terapeutică a lui Coué s-a bazat pe patru  principii necontroversate:
(1) sugestia poate produce fenomene somatice;
(2) sugestiile specifice generează rezultate somatice specifice;
(3) sugestiile sunt la fel de eficiente în tratamentul stărilor fizice sau organice așa cum sunt în cazul stărilor emoționale; și
(4) o intervenție de succes bazată pe sugestie pentru o stare fizică nu indică faptul că afecțiunea inițială a fost într-un fel imaginară.

## Hipnoza

### Transă și sugestie
Studiul științific modern al hipnozei, care urmează modelul din lucrările lui Hull, separă doi factori esențiali: „transă” și sugestie. Starea de spirit indusă de „transă” se spune că are loc prin intermediul procesului de inducție hipnotică—în esență, prin instruirea și sugerarea subiectului că va intra într-o stare hipnotică. Odată ce un subiect este hipnotizat, hipnotizatorul oferă sugestii care pot produce efectele dorite. Printre sugestiile frecvent utilizate se află sugestii că brațul cuiva devine mai ușor și plutește în aer sau ca o muscă bâzâie în jurul capului cuiva. Răspunsul „clasic” la o sugestie acceptată că brațul cuiva începe să plutească în aer este aceea că subiectul percepe efectul intenționat ca având loc involuntar.

### Hipnotismul științific
În concordanță cu punctul de vedere al lui Pierre Janet—care a remarcat (1920, pp. 284-285) că trăsătura esențială nu este producerea unei sugestii, ci, în schimb, preluarea „sugestiei”—Weitzenhoffer (2000, passim) a susținut că hipnotismul științific se axează pe furnizarea de „sugestii” subiecților hipnotizați; și, potrivit lui Yeates (2016b, p. 35), aceste sugestii sunt induse cu intenția de a provoca:
(1) stimularea în continuare a stărilor mentale și/sau proceselor fiziologice parțial active;
(2) trezirea stărilor mentale și/sau proceselor fiziologice latente;
(3) activarea unor stări mentale și/sau procese fiziologice latente;
(4) modificările în percepțiile, gândurile, sentimentele și/sau comportamentele existente; și/sau
(5) noi percepții, gânduri, sentimente și/sau comportamente.

### Dimensiuni temporale
În plus, potrivit lui Yeates (2016b, pp. 35-36), „sugestiile” au patru dimensiuni temporale: 
(1) sugestii pre-hipnotice, induse înainte de inițierea hipnozei;
(2) sugestii pentru influențarea hipnotică, pentru a obține rezultate specifice în cadrul ședinței de hipnoză;
(3) sugestii pentru influențarea post-hipnotică, pentru a obține rezultate specifice după ședința de hipnoză:
(i) influență imediată („și, după ce pleci azi de aici, o să...");
(ii) influență pe termen scurt („și, de fiecare dată când ești...”);
(iii) influență pe termen mai lung („și, pe măsură ce trece timpul, vei din ce în ce mai...”); sau
(iv) influență la un anumit moment (suggestions à longue échéance definite de Bernheim, „sugestii care vor fi realizate după un interval lung de timp”), care sunt (i) destinate „să producă un anumit efect la o oră ulterioară precizată anterior”, (ii) nu au „nici o influență înainte de ora stabilită”, (iii), nici „după ce termenul a expirat” (Barrows, 1896, pp. 22-23), sau
(4) sugestii post-hipnotice, induse subiecților dehipnotizați dar încă neorientați complet.

## Sugestie în starea de veghe
Cu toate acestea, sugestiile pot avea, de asemenea, un efect în absența hipnozei. Aceste așa-numite „sugestii în starea de veghe” sunt induse în exact același mod ca și „sugestiile hipnotice” (adică sugestii induse în timpul hipnozei) și pot produce schimbări puternice în experimentarea percepției. Experimentele cu privire la sugestie, în absența hipnozei, au fost efectuate mai demult de către cercetători precum Hull (1933). Mai recent, cercetători ca Nicholas Spanos și Irving Kirsch au efectuat experimente de investigare a sugestibilității non-hipnotice și au descoperit o corelație puternică între răspunsurile oamenilor la sugestie atât în situația hipnozei, cât și în afara hipnozei.